# Helen Grime
Helen Grime (* 1981 in York) ist eine britische Komponistin und Oboistin.

## Leben und Ausbildung
Helen Grime wurde zwar in England geboren, aber sie zog schon als Kind mit ihren Eltern zurück nach Schottland. Sie wuchs in Ellon im Bezirk Aberdeenshire auf. Die Großeltern waren Musiklehrer in Macduff/Aberdeenshire und ihre Mutter lehrte Musik an der St. Margaret’s School in Edinburgh.
Als Jugendliche lernte Grime Oboe bei John Anderson, ab dem Alter von 9 Jahren an der City of Edinburgh Music School, mit 17 wechselte sie an die St Mary’s Music School. Sie war Oboistin im Nationalen Jugendorchester von Schottland und begann mit 12 Jahren zu komponieren. Hafliði Hallgrímsson war einer ihrer Kompositionslehrer.
Grime studierte am Royal College of Music und schloss hier 2004 mit dem Master ab. Ihre Kompositionslehrer am Royal College of Music waren Julian Anderson und Edwin Roxburgh, daneben studierte sie bei Sally Beamish und Jennifer Martin. Mit einem Leonard Bernstein Fellowship konnte sie 2008 am Tanglewood Music Center bei John Harbison, Michael Gandolfi, Shulamit Ran und Augusta Read Thomas studieren.
Grime hat selbst als Solistin ihr Oboenkonzert uraufgeführt, das sie im Auftrag des Meadows Kammer Orchester (Edinburgh) komponierte und gewann den „Making Music“ Preis im Wettbewerb Britischer Komponisten (British Composer Awards). Sie erhielt Kompositionsaufträge von zahlreichen Orchestern wie dem London Symphony Orchestra, der Birmingham Contemporary Music Group oder dem BBC Scottish Symphony Orchestra. Aufführungen ihrer Werke fanden zum Beispiel bei den Proms in London (wo sie 2016 für Two Eardley Pictures den Preis für Großes Orchester der "Scottish Awards for New Music" (Schottischer Preis für Neue Musik) gewann) oder dem Aldeburgh Festival statt.
Von 2011 bis 2014 war sie „Associate Composer“ beim Hallé-Orchester. Grime war als erste Frau Composer in Residence der Wigmore Hall von 2016 bis 2018. Höhepunkte in dieser Zeit waren die Uraufführung ihres Klavierkonzertes, das sie für Huw Watkins und die Birmingham Contemporary Music Group unter Leitung des Dirigenten Oliver Knussen schrieb, und der Gesangszyklus „Bright Travellers“ für die Sopranistin Ruby Hughes und Joseph Middleton.

## Ausgewählte Kompositionen
Opern
- Doorstepping Susanna – Kammeroper für Sopran, Counter-Tenor, Bass, Bass-Klarinette, Kontrabass und Schlagzeug, 2002

Auftragsarbeit für das National Opera Studio und das britische Opera-Festival „Tête à Tête“, Blackwell Theatre
Orchesterwerke
- Woven Space, 2017/18
- Two Eardley Pictures, 2016
- Double Concerto, für Solisten und Orchester, 2015
- Lullay, lullow: I saw a sweete seemly sight, für Chor und Orchester, 2013
- Near Midnight, 2013
- Night Songs, 2012
- Everyone Sang, 2010
- Virga, 2007

Konzerte
- Schlagzeugkonzert, 2019
- Klavierkonzert
- Violinkonzert, 2016
- Klarinettenkonzert, 2009
- Oboenkonzert, 2003

Ensemblemusik
- Romance (2003)
- Elegiac Inflections, 2005
- Into the faded air, 2007
- The Brook Sings Loud, 2008
- A Cold Spring, 2009
- To see the summer sky, 2009
- Seven Pierrot Miniatures, 2010
- Fantasie, Danse, Cérémonie, 2010
- Luna, 2011
- Oboenquartett, 2011
- Shadowplay, 2011
- Three Whistler Miniatures, 2011
- Snow and Snow, 2012
- Drei Miniaturen, 2013
- Arachne, für Oboe Solo, 2013
- Aviarz Sketches, nach Joseph Cornell, 2014
- Streichquartett, 2014
- Embrace, 2015

Klavierwerke
- 10 Miniaturen, 2009
- Entwined Channels, für 2 Klaviere, 2006
- The Flash of Fireflies in Folds of Darkness, 2004
- Harp of the North, 2004

Werke für Singstimme
- In the Mist, für Tenor und Klavier, 2008
- Nobody Comes, für Gesangsstimme und Klavier, 2008
- Lachrymae, für Chor a cappella, 2005
- A Last Look, für Sopran und Klavier, 2002
- A Vision, für Sopran, Klarinette, Violine und Cello, 2000